# 23061 Blueglass
23061 Blueglass è un asteroide della fascia principale. Scoperto nel 1999, presenta un'orbita caratterizzata da un semiasse maggiore pari a 3,1226323 UA e da un'eccentricità di 0,1162282, inclinata di 1,82400° rispetto all'eclittica.